# カグツチ

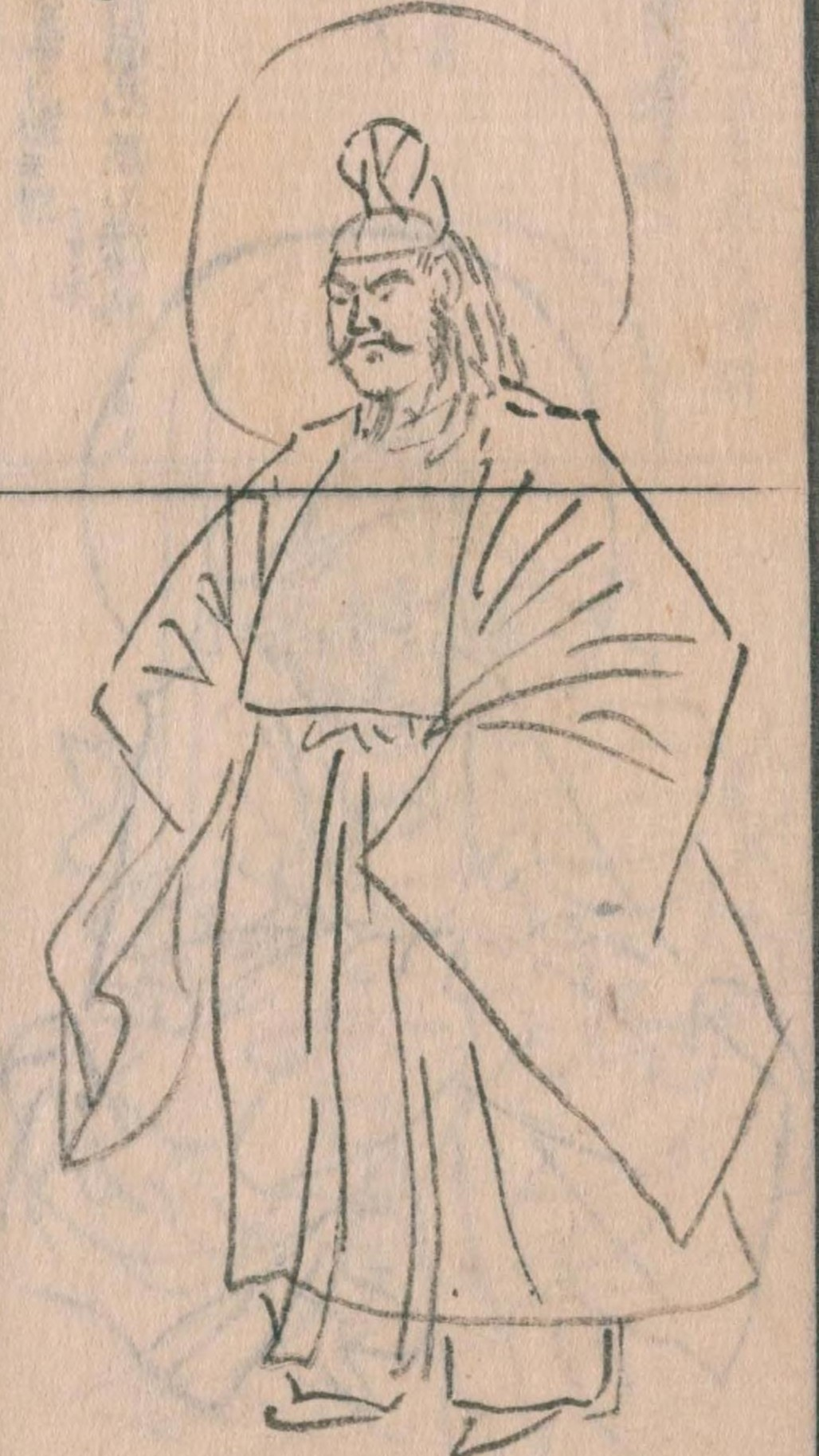
『神仏図会』より「軻遇突智尊」

神産み神話（イザナギ・イザナミが生んだ神々） [//upload.wikimedia.org/wikipedia/commons/2/27/Descendants of Izanagi and Izanami.svg SVGで表示（対応ブラウザのみ）

カグツチとは、記紀神話における火の神。『古事記』では、火之夜藝速男神（ほのやぎはやをのかみ）・火之炫毘古神（ほのかがびこのかみ）・火之迦具土神（ほのかぐつちのかみ）と表記される。また、『日本書紀』では、軻遇突智（かぐつち）、火産霊（ほむすび）と表記される。

## 神話の記述
神産みにおいてイザナギとイザナミとの間に生まれた神である。火の神であったために、出産時にイザナミの陰部に火傷ができ、これがもとでイザナミは死去。その後、怒ったイザナギに十拳剣「天之尾羽張（アメノオハバリ）」で首を落とされ殺された。
『古事記』によれば、カグツチの血から、以下の神々が生まれた。
1. 石折神（いはさくのかみ）
2. 根折神（ねさくのかみ）
3. 石筒之男神（いはつつのをのかみ）
以上三柱の神は、十拳剣の先端からの血が岩石に落ちて生成された神々である。
4. 甕速日神（みかはやひのかみ）
5. 樋速日神（ひはやひのかみ）
6. 建御雷之男神（たけみかづちのをのかみ）
別名は、建布都神（たけふつのかみ）
別名は、豊布都神（とよふつのかみ）
以上三柱の神は、十拳剣の刀身の根本からの血が岩石に落ちて生成された神々である。
7. 闇淤加美神（くらおかみのかみ）
8. 闇御津羽神（くらみつはのかみ）
以上二柱の神は、十拳剣の柄からの血より生成された神々である。

また、カグツチの死体から、以下の神々が生まれた。
1. 正鹿山津見神（まさかやまつみのかみ、迦具土神の頭から生まれる）
2. 淤縢山津見神（おどやまつみのかみ、迦具土神の胸から生まれる）
3. 奥山津見神（おくやまつみのかみ、迦具土神の腹から生まれる）
4. 闇山津見神（くらやまつみのかみ、迦具土神の性器から生まれる）
5. 志藝山津見神（しぎやまつみのかみ、迦具土神の左手から生まれる）
6. 羽山津見神（はやまつみのかみ、迦具土神の右手から生まれる）
7. 原山津見神（はらやまつみのかみ、迦具土神の左足から生まれる）
8. 戸山津見神（とやまつみのかみ、迦具土神の右足から生まれる）

## 信仰
771年（宝亀2年）に創祀されたとされる火男火売神社（大分県別府市）は別府温泉の源である鶴見岳の2つの山頂を火之加具土命、火焼速女命の男女二柱の神として祀り、温泉を恵む神としても信仰されている。
秋葉山本宮秋葉神社（静岡県浜松市）を始めとする全国の秋葉神社、愛宕神社、野々宮神社（京都市右京区、東京都港区、大阪府堺市ほか全国）などで祀られている。また島根県安来市の意多伎神社（おだきじんじゃ）もこの神との関連の指摘がある。
産田神社(三重県熊野市有馬町)で伊奘冉尊により出産されたとする同神社の社伝が存在する他、花窟神社(三重県熊野市有馬町)には境内に鎮座する伊弉冉尊の御陵の対面に軻遇突智の御陵も併せて鎮座している。先の産所とされている産田神社が軻遇突智の墓所であると言う説もあり、いずれにせよ熊野に非常に縁を持つ神である。